# 1652 en littérature
| Années de la littérature : 1649 - 1650 - 1651 - 1652 - 1653 - 1654 - 1655    |
| Décennies de la littérature : 1620 - 1630 - 1640 - 1650 - 1660 - 1670 - 1680 |

Cet article présente les faits marquants de l'année 1652 en littérature.

## Événements
- 8 janvier - 17 février : vente aux enchères de la bibliothèque de Mazarin par les frondeurs[1].

- 4 avril : Françoise d'Aubigné (future Mme de Maintenon) épouse pour des raisons financières le poète Paul Scarron s’intégrant ainsi à un brillant réseau littéraire (Madame de Sévigné et Madame de La Fayette)[2].

- Madeleine de Scudéry ouvre un salon littéraire, les samedis de Mlle de Scudéry (Montausier, La Rochefoucauld, Madame de La Fayette, Madame de Sévigné, Conrart, Chapelain, Pellisson). Paul Pellisson conservent les documents qui donnent Les Chroniques du Samedi, un recueil de lettres manuscrites de 1654 à 1657[3].

- Création de l'Académie de Caen par Jacques Moisant de Brieux[4].

- La Rochefoucauld fait saisir à Rouen une édition clandestine de ses Mémoires intitulée Relation des guerres civiles de France d'août 1649 à la fin de 1652[5].

## Parutions
- Première partie de l'ouvrage de Moïse Amyraut, La Morale chrétienne, vol. 1, Saumur, Isaac Desbordes, 1652 (présentation en ligne) (six volumes publiés de 1652 à 1660).
- Guez de Balzac, Socrate chrétien, Paris, , Augustin Courbé, 1652 (s:Socrate chrestien), essai.
- Alcibiade fanciullo a scuola (« Alcibiade enfant à l'école ») ouvrage érotique attribué au philosophe italien Antonio Rocco est publié anonymement à Venise.
- Première édition à Kyoto du Nihon ōdai ichiran (« Annales des empereurs du Japon »), ouvrage sur l'histoire du Japon composée par Hayashi Gahō[6].

## Décès
- 25 avril : Jean-Pierre Camus, romancier et théologien français (° 3 novembre 1584).